# Ogólnopolski Konkurs Literacki im. Mieczysława Stryjewskiego
Ogólnopolski Konkurs Literacki im. Mieczysława Stryjewskiego – konkurs organizowany przez Miejską Bibliotekę Publiczną w Lęborku oraz m.in. przez: Burmistrza i Radę Miejską Lęborka, Zarząd i Radę Powiatu Lęborskiego, Zrzeszenie Kaszubsko-Pomorskie, Oddział Miejski Katolickiego Stowarzyszenia Civitas Christiana w Lęborku. Pierwsza edycja odbyła się w 1985.

## I edycja (1985)
Laureaci:
- poezja – I nagroda: Andrzej Żok, II nagroda: Grażyna Stenka, III nagroda: Izabela Barukowa

## II edycja (1987)
Laureaci:
- poezja – II nagroda: Wojciech Bajerowicz i Jerzy Fryckowski, III nagroda: Jerzy Stachurski i Jan Stanisław Lipiński
- proza – II nagroda: Gerard Czaja i Andrzej Żok, III nagroda: Stefan Fikus

## III edycja (1988)
Laureaci:
- poezja – I nagroda: Krzysztof Kuczkowski, II nagroda: Zdzisław Drzewiecki, III nagroda: Dariusz Wasilewski
- proza – II nagroda: Stefan Fikus, III nagroda: Zbigniew Kiwka

## IV edycja (1989)
Laureaci:
- poezja – II nagroda: Wojciech Izaak Strugała i Kazimierz Kozłowski, III nagroda: Jerzy Fryckowski i Leokadia Ogrodnik
- proza – II nagroda: Stanisław Filipowicz, III nagroda: Anatol Ulman

## V edycja (1990)
Laureaci:
- poezja – II nagroda: Jerzy Fryckowski i Anna Piskorz, III nagroda: Edward Popławski

## VI edycja (1991)
Laureaci:
- poezja – I nagroda: Leszek Wójcik, II nagroda: Piotr Rakowski, III nagroda: Jerzy Fryckowski

## VII edycja (1992)
Laureaci:
- poezja – I nagroda: Wacław Pomorski, II nagroda: Jerzy Fryckowski, III nagroda: Janusz Gryz
- proza – I nagroda: Antoni Tesmer, II nagroda: Czesław Mirosław Szczepaniak, III nagroda: Stanisław Niemiec

## VIII edycja (1993)
Laureaci:
- poezja – I nagroda: Marian Janusz Kawałko, II nagroda: Zofia Nowacka Wilczek, III nagroda: Agnieszka Mycka
- proza – I nagroda: Wojciech Izaak Strugała, II nagroda: Zbigniew Kiwka, III nagroda: Teresa Bogusz

## IX edycja (1994)
Laureaci:
- poezja – II nagroda: Radosław Mierzejewski i Janusz Wątroba, III nagroda: Henryk Romanik
- proza – I nagroda: Tomasz Małkowski, II nagroda: Zbigniew Branach, III nagroda: Mirella Jarzębińska

## X edycja (1995)
Laureaci:
- poezja – I nagroda: Wacław Pomorski, II nagroda: Stanisław Filipowicz, III nagroda: Anna Piskurz
- proza – I nagroda: Irena Tamara Misztal, II nagroda: Jan Gryz, III nagroda: Czesław Jarosław Szczepaniak

## XI edycja (1996)
Laureaci:
- poezja – I nagroda: Jan Dziuba, II nagroda: Adam Nyckowski, III nagroda: Halina Cychol
- proza – I nagroda: Robert Paśnicki, II nagroda: Jan Dziuba, III nagroda: Mirosław Prandota

## XII edycja (1997)
Laureaci:
- poezja – I nagroda: Zdzisław Drzewiecki, II nagroda: Robert Rudiak, III nagroda: Daniel Kalinowski
- proza – I nagroda: Marek Kulik, II nagroda: Marek Kuśmirek, III nagroda: Roger Piaskowski

## XIII edycja (1998)
Laureaci:
- poezja – I nagroda: Grzegorz Maria Pozimka, II nagroda: Ryszard Sidorkiewicz, III nagroda: Marek Kowalik
- proza – I nagroda: Wacław Panek, II nagroda: Irena Misztal, III nagroda: Dariusz Gizak

## XIV edycja (1999)
Laureaci:
- poezja – I nagroda: Piotr Macierzyński, II nagroda: Barbara Kożuszko, III nagroda: Paweł Lekszycki
- proza – I nagroda: Franciszek A. Bielaszewski, II nagroda: Adam Mikołajewski, III nagroda: Marek Skrzyński

## XV edycja (2000)
Laureaci:
- poezja – I nagroda: Maciej Woźniak, II nagroda: Robert Grela, III nagroda: Jerzy Fryckowski
- proza – I nagroda: Jan Hyjek, II nagroda: Leszek Pych, III nagroda: Lech Grala

## XVI edycja (2001)
Laureaci:
- Grand Prix: Grzegorz Skórski
- poezja – I nagroda: Jarosław M. Gruzla, II nagroda: Daria Danuta Lisiecka, III nagroda: A.K. Wyrzykowski
- proza – I nagroda: Czesław Markiewicz, II nagroda: H.C. Konkol, III nagroda: Jan P. Grabowski

## XVII edycja (2002)
Laureaci:
- Grand Prix: Jan P. Grabowski
- poezja – I nagroda: Piotr Macierzyński, II nagroda: Jan P. Grabowski, III nagroda: Barbara Szczepańska
- proza – I nagroda: Marek Kielgrzymski, II nagroda: Marcin Czynszak, III nagroda: Leszek Szulc

## XVIII edycja (2003)
Laureaci:
- Grand Prix: Marek Kowalik
- poezja – I nagroda: PIotr Macierzyński, II nagroda: Jerzy Fryckowski, III nagroda: Jacek Dehnel
- proza – I nagroda: Joanna Wajs, II nagroda: Czesław Markiewicz, III nagroda: Emil Biela

## XIX edycja (2004)
Laureaci:
- Grand Prix: Czesław Markiewicz
- poezja – I nagroda: Zdzisław Drzewiecki, II nagroda: Małgorzata Borzeszkowska, III nagroda: Radosław Wiśniewski
- proza – I nagroda: Natalia Basek, II nagroda: Daria Danuta Lisiecka, III nagroda: Czesław Markiewicz

## XX edycja (2005)
Laureaci:
- Grand Prix: Marek Kowalik
- poezja – I nagroda: Agata Chmiel, II nagroda: Bartosz Konstrat, III nagroda: Ela Galoch
- proza – I nagroda: Anna Piliszewska, II nagroda: Lech Grala, III nagroda: Jędrzej Morawiecki

## XXI edycja (2006)
Laureaci:
- Grand Prix: Ida Maria Morzyk
- poezja – I nagroda: Czesław Markiewicz, II nagroda: Michał Nowak, III nagroda: Michał Lersth
- proza – I nagroda: Czesław Markiewicz, II nagroda: Piotr Biegasiewicz, III nagroda: Rafał Jaworski

## XXII edycja (2007)
Laureaci:
- Grand Prix: Kamil Gołaszewski
- poezja – I nagroda: Marcin Orliński, II nagroda: Anna Krzemińska, III nagroda: Jerzy Fryckowski
- proza – I nagroda: Tomasz Zdrojkowski, II nagroda: Katarzyna Emilia Gańko, III nagroda: Jan Skrodzki

## XXIII edycja (2008)
Laureaci:
- Grand Prix: Marcin Orliński
- poezja – I nagroda: Maria Rytelewska, II nagroda: Jerzy Fryckowski, III nagroda: Zofia Staniszewska
- proza – I nagroda: Hubert Tuchołka, II nagroda: Joanna Marat, III nagroda: Lechosław Cierniak

## XXIV edycja (2009)
Laureaci:
- Grand Prix: Maria Rytelewska
- poezja – I nagroda: Wojciech Roszkowski, II nagroda: Edyta Wysocka, III nagroda: Ewelina Kuśka
- proza: I nagroda: Bartosz Jastrzębski, II nagroda: Marta Wielgoszewska, III nagroda: Cezary Dobies[1]

## XXV edycja (2010)
Laureaci:
- Grand Prix: Edyta Wysocka
- poezja – I nagroda: Marika Kalinowska, II nagroda: Ela Galoch, III nagroda: Katarzyna Zając
- proza – I nagroda: Paulina Danecka, II nagroda: Czesław Markiewicz, III nagroda: Anna Czujkowska

## XXVI edycja (2011)
Laureaci:
- Grand Prix: Ela Galoch
- poezja – I nagroda: Miłosz Anabell, II nagroda: Łucja Gocek, III nagroda: Sławomir Płatek
- proza – I nagroda: Renata Suchodolska, II nagroda: Adam Bolesław Wierzbicki, III nagroda: Bolesław Bork

## XXVII edycja (2012)
Laureaci:
- Grand Prix: Bartosz Jastrzębski
- poezja – I nagroda: Katarzyna Zychla, II nagroda: Marek Kowalik, III nagroda: Anna Piliszewska
- proza – I nagroda: Alfred Siatecki, II nagroda: Anna Korolewska, III nagroda: Alina Mendrala

## XXVIII edycja (2013)
Laureaci:
- Grand Prix: Rafał Baron
- poezja: I nagroda: Czesław Markiewicz, II nagroda: Bartosz Konstrat, III nagroda: Rafał Różewicz
- proza: I nagroda: Alfred Siatecki, II nagroda: Sławomir Płatek, III nagroda: Krzysztof Martwicki

## XXIX edycja (2014)
Laureaci:
- Grand Prix: Czesław Markiewicz
- poezja – I nagroda: Agnieszka Marek, II nagroda: Dominika Kaszuba, III nagroda: Marek Brymora
- proza – I nagroda: Andrzej Chodacki, II nagroda: Krzysztof Winicjusz Jezierski, III nagroda: Krzysztof Chronowski

## XXX edycja (2015)
Laureaci:
- Grand Prix: Radosław Wiśniewski
- poezja – I nagroda: Marcin Królikowski, II nagroda: Karol Graczyk, III nagroda: Ewa Włodarska
- proza – I nagroda: Anna Piliszewska, II nagroda: Krzysztof Martwicki, III nagroda: Aleksandra Majdzińska[2]

## XXXI edycja (2016)
Jury: Kazimierz Nowosielski, Małgorzata Borzeszkowska, Wojciech Boros, Daniel Odija i Bożena Ugowska
Laureaci:
- Grand Prix: Jerzy Piotr Kozerski
- poezja – I nagroda: Karol Graczyk, II nagroda: Dorota Ryst, III nagroda: Natalia Zalesińska
- proza – I nagroda: Grzegorz Maria Pozimka, II nagroda: Alfred Siatecki, III nagroda: Katarzyna Żywot-Górecka[3]

## XXXII edycja (2017)
Laureaci:
- Grand Prix: Agnieszka Marek
- poezja – I nagroda: Mariusz Cezary Kosmala, II nagroda: Zdzisław Drzewiecki, III nagroda: Andrzej Wołosewicz
- proza – I nagroda: Michał Mayer, II nagroda: Marcin Królikowski, III nagroda: Radosław Szagdaj[4]

## XXXIII edycja (2018)
Laureaci:
- Grand Prix: Barbara Zakrzewska
- poezja – I nagroda: Paweł Podlipniak, II nagroda: Andrzej Wołosewicz
- proza – I nagroda: Krzysztof Rejmer, II nagroda: Monika Słonka, III nagroda: Paulina Melcer[5]

## XXXIV edycja (2019)
Laureaci:
- Grand Prix: Marek Aureliusz Karczmarzyk
- poezja – I nagroda: Beata Kołodziejczyk, II nagroda: Ela Galoch, III nagroda: Hanna Dikta
- proza – I nagroda: Rafał Lewczuk, II nagroda: Beata Kołodziejczyk, III nagroda: Krystyna Lewna[6]

## XXXV edycja (2020)
Laureaci:
- Grand Prix: Daria Kaszubowska
- poezja – I nagroda: Maciej Bujanowicz, II nagroda: Mirosław Kowalski, III nagroda: Łukasz Barys
- proza – I nagroda: Anna Kokot-Nowak, II nagroda: Tadeusz Charmuszko, III nagroda: Anna Piliszewska[7]

## XXXVI edycja (2021)
Laureaci:
- Grand Prix: Amelia Pudzianowska
- poezja – I nagroda: Wojciech Roszkowski i Katarzyna Kadyjewska, III nagroda: Ewelina Kuśka
- proza – I nagroda: Wiktor Orłowski, II nagroda: Aleksandra Majdzińska, III nagroda: Czesław Markiewicz[8]

## XXXVII edycja (2022)
Laureaci:
- Grand Prix: Paweł Podlipniak
- poezja – I nagroda: Piotr Piątek, II nagroda: Mirosław Kowalski, III nagroda: Mateusz P. Barczyk
- proza – I nagroda: Grzegorz Chwieduk, II nagroda: Marek Kowalik, III nagroda: Karolina Stronciwilk[9]

## XXXVIII edycja (2023)
Laureaci:
- Grand Prix: Mateusz Dudek
- poezja – I nagroda: Justyna Katarzyna Zychla, II nagroda – Katarzyna Zając i Milena Gojny-Zbierowska
- proza – I nagroda: Urszula Sikora, II nagroda: Andrzej Chodacki[10]

## XXXIX edycja (2024)
Laureaci:
- Grand Prix: Anna Piliszewska
- poezja – I nagroda: Artur Maciak, II nagroda: Katarzyna Zając, III nagroda: Jacek Sadkowski
- proza – I nagroda: Grzegorz Chwieduk, II nagroda: Aleksandra Woźniak-Marchewka, III nagroda: Magdalena Hoczyk-Banda